# Nikita Sjalaoerov
Nikita Sjalaoerov (Russisch: Никита Шалауров) (Veliki Oestjoeg, ? - 1764) was een Russische handelaar en zeevaarder.

## Eerste expeditie (1748-1749)
In 1748 nam Sjalaoerov, getrokken door verhalen van andere handelaren over de vondsten van mammoetbotten, als assistent deel aan een expeditie van medehandelaar Afanasi Bachov. Bachov had eerder reeds een reis van de Anadyrrivier naar de Aleoeten had gemaakt. De reis ging nu vanuit Irkoetsk over de Noordelijke IJszee via de Beringstraat naar de Aleoeten. De beide mannen hoopten voor hun opdrachtgever Zjilkin uit Solvytsjegodsk walrustanden te vinden in Tsjoekotka en beverhuiden op de Aleoeten. De autoriteiten uit Irkoetsk lieten hen gaan met drie kanonnen, tien poeden kruit en een groot aantal kogels. In 1749 eindigde deze expeditie op Kamtsjatka.

## Tweede expeditie (1757-1761)
In 1754 bouwde Sjalaoerov op eigen kosten een galjoot aan de Lena, die hij Vera, Nadezjda i Loebov ("geloof, hoop en liefde") doopte.
In 1755 verkregen Sjalaoerov en Bachov toestemming van de Russische overheid om een zoektocht op de 'noordelijke zee' uit te voeren naar een weg naar Kamtsjatka, naar nieuwe eilanden en gebieden en om de kusten van Tsjoekotka in kaart te brengen. Hun tocht werd gesteund door de regionale overheid in Jakoetsk maar hun reis werd niet gefinancierd. In 1757 ondernamen Sjalaoerov en Bachov de expeditie, waarbij eerst op de galjoot van Sjaoerov naar Jakoetsk werd gevaren. De reis werd geplaags door problemen: meerdere malen moest overwinterd worden en de boot van Sjalaoerov vloog tijdens de reis in brand, al wist men het schip weer te herstellen. Een verzoek om een vervangend schip (de Irkoetsk) werd namelijk niet gehonoreerd.
In de lente, op 20 juli 1758, voeren de beide mannen met 70 man (volgens een andere bron 75 man) de Lena af tot aan de monding en voeren naar het oosten, tot aan de monding van de Jana, waar ze gedurende twee jaar verbleven, alvorens ze verder voeren naar het oosten. In juli 1760 werd de Indigirka bereikt en in september de Kolyma, waar werd overwinterd in Nizjnekolymsk. Op 10 juli 1761 vertrok de expeditie verder naar het oosten en bereikte de Bereneilanden. Al snel zette echter weer de winter in en was de expeditie gedwongen om te overwinteren nabij de monding van de Kolyma. Met het intreden van de dooi het jaar erop op 21 juni 1762 ging Sjalaoerov zonder overleg met Bachov alleen verder naar het oosten, tot aan Kaap Sjelag, waarbij hij de Tsjaoenbaai ontdekte. Hij werd echter teruggedreven door het oprukkende ijs en wind vanuit het oosten en hij voer daarop naar het westen, door de Straat van Dmitri Laptev, waar hij vast kwam te zitten in het ijs en waarschijnlijk ook de contouren van het eiland Groot-Ljachovski zag. Nadat hij zich had weten los te worstelen uit het ijs, voer hij weer naar het oosten en overwinterde in Nizjnekolymsk, waar hij Bachov vond die was overleden.

## Laatste expeditie en dood
Een deel van zijn bemanning had hem inmiddels verlaten, maar Sjalaoerov besloot door te zetten in zijn tocht. Nadat hij proviand had ingeslagen in Jakoetsk (waarvoor een winterreis over land nodig was) en een tocht had gemaakt naar Moskou om toestemming te verkrijgen van de Senaat (echter zonder financiële steun), vertrok hij in juli 1764 weer naar zee in de richting van de Tsjaoenbaai. Hij was toen al zo ziek dat hij een verslag aan de senaat niet kon ondertekenen. Dat was de laatste maal dat men over hem hoorde.
Er ontstonden later meerdere verhalen over de dood van hem en zijn bemanning:
- hij zou zijn gedood door Tsjoektsjen bij de Anadyr.
- hij zou omgekomen van de kou in de Tsjaoenbaai. Dit verhaal kwam van de Tsjoektsjen, die verklaarden dat ze de overwinteringsplek van de bemanning hadden gevonden, die was bezaaid met botten.
- Volgens een ander Tsjoektsjenverhaal dat door Joseph Billings later werd opgetekend waren er echter botten gevonden bij de monding van de rivier Elkan ten oosten van de Tsjaoenbaai. Billings zou de Elkan (Elchkachvoen; zijrivier van de Paljavaam) echter hebben verward met de Verkoen (of Verkon; een oude naam voor de Pegtymel), een rivier waarvan de monding daar vlakbij eindigt en waar het schip van Sjalaoerov waarschijnlijk werd gekraakt door het ijs. Dit verhaal wordt nu als meest waarschijnlijk gezien. De opvarenden wisten de kust te bereiken, waar ze een rivierhut bouwden en verspreidden zich daarop. Een deel van de bemanning stierf van honger en kou nabij de Verkoen en een deel mogelijk bij de Elkan. In elk geval wist geen van de bemanningsleden het te overleven.[1][2]
- Op een expeditie van Ferdinand von Wrangel ongeveer zestig jaar na de dood van Sjalaoerov vond Fjodor Matjoesjin echter een izba (hut) op de oever van een kleine kaap op twintig kilometer ten oosten van de Pegtymel waaromheen patronen verspreid lagen en waarbij een met mos overgroeide patroontas werd gevonden. Toen Wrangel er later zelf kwam schreef hij dat "er geen twijfel mogelijk" was dat Sjalaoerov hier schipbreuk leed. De kaap werd daarop naar Sjalaoerov vernoemd (Kaap Sjalaoerova Izba). Sindsdien wordt algemeen aangenomen dat Sjalaoerov hier aan zijn einde kwam.[3]

## Vernoemingen
Naar Sjalaoerov zijn onder andere vernoemd: een berg van 304 meter hoog en een eiland ten noorden ervan (Sjalaoerov(a)) ten oosten van de Tsjaoenbaai; en Kaap Sjalaoerov (en een poolstation ten zuidwesten daarvan) aan zuidoostzijde van het eiland Groot-Ljachovski van de Nieuw-Siberische Eilanden.